# Springzaad
Springzaad (Impatiens) is een geslacht uit de balsemienfamilie (Balsaminaceae). Het geslacht telt circa 800 tot 900 soorten. Het geslacht is wijd verspreid over het noordelijk halfrond en de tropen. Ze kunnen bloemen voortbrengen van het vroege voorjaar tot de eerste vorst. 
Tropische exemplaren kunnen gedurende het gehele jaar bloeien. Ze kunnen zowel in de zon, in de halfschaduw als in de schaduw voorkomen.
De plant dankt haar naam aan het feit dat ze haar zaden wegschiet. Als de bloemen zijn uitgebloeid, vormt zich een smal peultje, dat na een paar dagen openspringt, waarbij de zaadjes gelanceerd worden. Als een peultje rijp is, is een lichte tik voldoende om het te laten openspringen.

## Soorten
Een selectie van soorten:
| Impatiens balfourii       | Tweekleurig springzaad |  |
| Impatiens balsamina       | Tuinbalsemien          |  |
| Impatiens capensis        | Oranje springzaad      |  |
| Impatiens cristata        | Ruig springzaad        |  |
| Impatiens edgeworthii     | Bont springzaad        |  |
| Impatiens glandulifera    | Reuzenbalsemien        |  |
| Impatiens hawkeri         | Nieuw-Guinea-impatiens |  |
| Impatiens holstii         |                        |  |
| Impatiens namchabarwensis |                        |  |
| Impatiens niamniamensis   | Congobalsemien         |  |
| Impatiens noli-tangere    | Groot springzaad       |  |
| Impatiens pallida         |                        |  |
| Impatiens parviflora      | Klein springzaad       |  |
| Impatiens scabrida        |                        |  |
| Impatiens walleriana      | Vlijtig liesje         |  |

Oorspronkelijk komt alleen het Groot springzaad in België en Nederland in het wild voor. De Reuzenbalsemien en het Klein springzaad zijn op grote schaal ingeburgerd. Oranje springzaad en Bont springzaad treden soms als invasieve soort op. Tweekleurig springzaad en Ruig springzaad kunnen verwilderen in Nederland en België.
... · 
I. balfourii (Tweekleurig springzaad) · 
I. balsamina · 
I. glandulifera (Reuzenbalsemien) · 
I. hawkeri (Nieuw-Guinea-impatiens) · 
I. namchabarwensis · 
I. niamniamensis (Congobalsemien) · 
I. noli-tangere (Groot springzaad) · 
I. capensis (Oranje springzaad) · 
I. parviflora (Klein springzaad) · 
I. walleriana (Vlijtig liesje) · 
...